# Centauro del Norte, Campeche
Centauro del Norte är en ort i Mexiko.   Den ligger i kommunen Carmen och delstaten Campeche, i den sydöstra delen av landet, 800 km öster om huvudstaden Mexico City. Centauro del Norte ligger 4 meter över havet och antalet invånare är 156.
Terrängen runt Centauro del Norte är mycket platt. Runt Centauro del Norte är det glesbefolkat, med 11 invånare per kvadratkilometer. Närmaste större samhälle är Juan de la Cabada Vera, 13,6 km nordost om Centauro del Norte. I omgivningarna runt Centauro del Norte växer i huvudsak lövfällande lövskog.